# Me'Lisa Barberová
Me'Lisa Barberová (* 4. října 1980 Livingston, New Jersey) je americká atletka, sprinterka, halová mistryně světa v běhu na 60 metrů z roku 2006.

## Sportovní kariéra
V roce 2003 byla členkou vítězné americké štafety na 4 × 400 metrů na světovém šampionátu v Paříži v roce 2003. O dva roky později na mistrovství světa v Helsinkách doběhla pátá v běhu na 100 metrů a byla členkou vítězné štafety USA na 4 × 100 metrů. V roce 2006 se stala halovou mistryní světa na 60 metrů.

## Osobní rekordy
Hala
- 60 m - 7,01 s (2006)

Dráha
- 100 m - 10,95 s (2007)